# Huvsjön, Uppland
Huvsjön är en sjö i Östhammars kommun i Uppland och ingår i Skeboåns huvudavrinningsområde. Sjön är 2,2 meter djup, har en yta på 0,266 kvadratkilometer och är belägen 16,2 meter över havet. Vid provfiske har bland annat abborre, björkna, braxen och gädda fångats i sjön.

## Delavrinningsområde
Huvsjön ingår i det delavrinningsområde (666019-164117) som SMHI kallar för Utloppet av Vällen. Medelhöjden är 21 meter över havet och ytan är 76,62 kvadratkilometer. Räknas de 3 avrinningsområdena uppströms in blir den ackumulerade arean 125,5 kvadratkilometer. Avrinningsområdets utflöde Skeboån (Framån) mynnar i havet. Avrinningsområdet består mestadels av skog (83 procent). Avrinningsområdet har 9,29 kvadratkilometer vattenytor vilket ger det en sjöprocent på 12,1 procent.

## Fisk
Vid provfiske har följande fisk fångats i sjön:
- Abborre
- Björkna
- Braxen
- Gädda
- Mört
- Ruda
- Sarv
- Sutare